# Moses Wright
Moses Anthony Wright (Raleigh, 23 dicembre 1998) è un cestista statunitense.

## Statistiche

### College
| Anno      | Squadra               | PG  | PT | MP   | TC%  | 3P%  | TL%  | RP  | AP  | PRP | SP  | PP   |
| --------- | --------------------- | --- | -- | ---- | ---- | ---- | ---- | --- | --- | --- | --- | ---- |
| 2017-2018 | Georgia T. Yel. Jack. | 25  | 10 | 16,6 | 30,7 | 6,5  | 54,3 | 3,4 | 0,7 | 0,6 | 0,5 | 3,6  |
| 2018-2019 | Georgia T. Yel. Jack. | 30  | 21 | 18,5 | 47,0 | 20,8 | 48,9 | 3,7 | 0,8 | 0,4 | 0,6 | 6,7  |
| 2019-2020 | Georgia T. Yel. Jack. | 31  | 31 | 30,4 | 53,0 | 24,1 | 61,7 | 7,0 | 0,9 | 0,6 | 1,1 | 13,0 |
| 2020-2021 | Georgia T. Yel. Jack. | 25  | 25 | 35,3 | 53,2 | 41,4 | 65,8 | 8,0 | 2,3 | 1,5 | 1,6 | 17,4 |
| Carriera  | Carriera              | 111 | 87 | 25,2 | 49,2 | 23,0 | 60,4 | 5,5 | 1,1 | 0,8 | 1,0 | 10,2 |

### NBA

#### Regular Season
| Anno      | Squadra          | PG | PT | MP  | TC%  | 3P% | TL% | RP  | AP  | PRP | SP  | PP  |
| --------- | ---------------- | -- | -- | --- | ---- | --- | --- | --- | --- | --- | --- | --- |
| 2021-2022 | L.A. Clippers    | 1  | 0  | 1,0 | -    | -   | -   | 0,0 | 1,0 | 0,0 | 0,0 | 0,0 |
| 2021-2022 | Dallas Mavericks | 3  | 0  | 4,3 | 25,0 | 0,0 | 100 | 1,0 | 0,3 | 0,0 | 0,3 | 1,7 |
| Carriera  | Carriera         | 4  | 0  | 3,8 | 25,0 | 0,0 | 100 | 0,8 | 0,5 | 0,0 | 0,3 | 1,3 |

### Eurolega
| Anno      | Squadra    | PG | PT | MP   | TC%  | 3P%  | TL%  | RP  | AP  | PRP | SP  | PP  |
| --------- | ---------- | -- | -- | ---- | ---- | ---- | ---- | --- | --- | --- | --- | --- |
| 2023-2024 | Olympiakos | 17 | 2  | 13,9 | 70,3 | 50,0 | 61,5 | 2,9 | 0,5 | 0,9 | 0,6 | 8,1 |
| 2024-2025 | Olympiakos | 18 | 4  | 12,8 | 53,3 | 16,7 | 68,6 | 2,6 | 0,6 | 0,5 | 0,4 | 5,8 |
| Carriera  | Carriera   | 35 | 6  | 13,3 | 61,8 | 30,0 | 64,4 | 2,7 | 0,5 | 0,7 | 0,5 | 6,9 |

### G League
| Anno      | Squadra       | PG | PT | MP   | TC%  | 3P%  | TL%  | RP   | AP  | PRP | SP  | PP   |
| --------- | ------------- | -- | -- | ---- | ---- | ---- | ---- | ---- | --- | --- | --- | ---- |
| 2021-2022 | A.C. Clippers | 30 | 27 | 30,4 | 59,1 | 40,5 | 64,5 | 8,6  | 1,6 | 0,8 | 1,9 | 15,9 |
| 2021-2022 | Texas Legends | 12 | 11 | 33,6 | 53,1 | 38,9 | 63,9 | 10,0 | 1,5 | 0,7 | 1,6 | 22,4 |
| Carriera  | Carriera      | 42 | 38 | 31,3 | 56,9 | 39,6 | 64,3 | 9,0  | 1,5 | 0,7 | 1,8 | 17,7 |

## Palmarès
- Campionato greco: 1

Olympiakos: 2024-2025
- Coppa di Grecia: 1

Olympiakos: 2023-2024
- Supercoppa greca: 1

Olympiakos: 2024